# حزب العمل الشعبي (إسبانيا)
حزب العمل الشعبي (بالإسبانية: Acción Popular)‏ (AP) هو حزب سياسي كاثوليكي إسباني طائفي تأسس بعد إعلان الجمهورية الثانية تحت اسم العمل الوطني (بالإسبانية: Acción Nacional)‏ ثم غيرت اسمه بعد عام. وكان نواة الاتحاد الإسباني لليمين المستقل سيدا (CEDA). على الرغم من اندماجه في CEDA إلا أنه استمر في الوجود كحزب مستقل حتى بعد اندلاع الحرب الأهلية الإسبانية.

## التاريخ
ولد في 29 أبريل 1931 كجمعية من أجل "الخلاص السياسي الاجتماعي لإسبانيا"، ومن هنا جاء الاسم الأول وهو العمل الوطني Acción Nacional، ثم اضطر إلى تغييره في أبريل 1932 إلى حزب العمل الشعبي، بسبب أمر من الحكومة الجمهورية الاشتراكية لمانويل أثانيا تحد من استخدام كلمة «وطني». وكان مروجها هو أنخل هيريرا أوريا مدير صحيفة El Debate،‏ التي أضحت الناطق الرسمي للحزب. وظهر الحزب كجبهة سياسية للدفاع عن الدين الكاثوليكي والملكية والأسرة. في الفصل الأول من لائحتها قيل أنه كان هدفه "الدعاية والعمل السياسي تحت شعار الدين والأسرة والنظام والعمل والممتلكات». لذلك كان هدفه الدفاع عن حقوق الكنيسة والنظام الاجتماعي.
من حيث المبدأ عاش كل من الكاثوليك معًا، وكانوا على استعداد للالتزام بالشرعية الجمهورية، لأنهم اعتبروا أنه يمكن الدفاع عن «الدين والنظام الاجتماعي» بغض النظر عن شكل الحكومة الموجودة في البلاد (التي هي أمر «عرضي»)، ويُطلق أيضا على الكاثوليك الملكيون «الكارثيون»، الذين اعتبروا أن الكاثوليكية والملكية لا ينفصلان، وبالتالي يجب إنهاء الجمهورية بأي وسيلة. قاد الاتجاه الأول أنخل هيريرا نفسه ومحامي سالامانكا الشاب خوسيه ماريا جيل روبلز. وقاد الاتجاه الثاني أنطونيو جويكوتشيا، وهو وزير ملكي سابق.

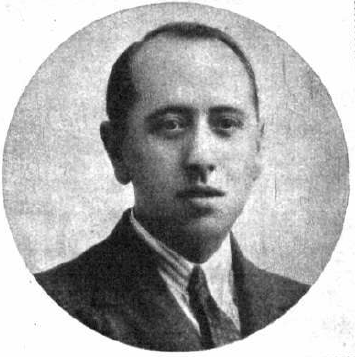
خوسيه ماريا جيل روبلز زعيم حزب العمل الشعبي.

عندما استقال هيريرا أوريا من رئاسة الحزب في 19 أكتوبر 1931، تم إنشاء لجنة بقيادة خوسيه ماريا جيل روبلز إلى جانب أنطونيو جويكوتشيا والكونت فاليانو. والاثنان الآخرين من الملكيين البارزين وقد انفصلا في يناير 1933 عن الحزب لتأسيس حزب التجديد الإسباني Renovación Española. كان لدى البرلمان التأسيسي لسنة 1931 خمسة نواب من العمل الوطني. وفي فبراير 1933 تقاعد هيريرا أوريا من إدارة صحيفة El Debate، حيث تم تكريس جيل روبلز الذي هو أهم برلماني من بين أتباعه الدينيين، وقد أسس نفسه لزعامة الحزب عشية دستور سيدا. انتصرت سيدا في انتخابات 1933، بائتلاف مع حزب التجديد الإسباني والكارليين والزراعيين وفي بعض المقاطعات مع الراديكاليين المحافظين والجمهوريين.
على الرغم من اندماجها في CEDA (وشكلت نواتها الرئيسية)، استمر حزب العمل الشعبي موجودا كحزب مستقل له هيكله الخاص وتنظيمه ومبانيه. ولكن تضاءلت أهميته كثيرًا بعد اندلاع الحرب الأهلية الإسبانية مقارنة بالحركات السياسية الأخرى مثل الفلانخي الإسبانية والكارلية. وعندما نشر الدكتاتور فرانشيسكو فرانكو مرسومه في 19 أبريل 1937 الذي أسس الكتائب الإسبانية التقليدية والجمعيات الدفاعية النقابية الوطنية (FET y de las JONS)، كان حزب العمل الشعبي من ضمن الأحزاب العديدة في منطقة المتمردين التي اختفت تلقائيا.

## الشبيبة
انبثق من حزب العمل الشعبي منظمة شبابية سميت شباب العمل الشعبي (JAP)، والمعروف شعبياً باسم «القمصان الخضراء». أصبح JAP منظمة شبابية قوية، ولكنهم عانوا في ربيع 1936 من عواقب التدهور السياسي لحزب سيدا والعمل الشعبي الذي تسبب بمغادرة 15,000 قميص أخضر للخروج من JAP والانضمام للفلانخي. في يوليو 1936 قبل اندلاع الحرب الأهلية بوقت قصير كان لدى شباب العمل الشعبي 12,000 مقاتل.